# 流星导弹 (伊朗)
“流星”（波斯語：شهاب）级导弹是伊朗研制和使用的一种中/短程地对地弹道导弹。
- 流星1型飛彈 (1987)
- 流星2型飛彈 (1990)
- 流星3型飛彈 (1998)
- 流星4型飛彈
- 流星5型飛彈
- 流星6型飛彈 (Toqyān)

|  | 这是一个同类索引条目，列出擁有相同或近似名稱的同類型項目。 若您循內部連結來到此頁面，請考慮修正該，將其指向正確的條目。 |